# William Williams (athlétisme)
Pour les articles homonymes, voir William Williams (homonymie).
William « Will » Williams  (né le 31 janvier 1995 à Chicago Heights) est un athlète américain, spécialiste du saut en longueur.

## Biographie
Étudiant à l'Université A&M du Texas, il remporte en 2018 le titre NCAA en salle. 
Quatrième des championnats des États-Unis 2022, il n'est pas sélectionné pour les championnats du monde mais participe aux championnats d'Amérique du Nord, d'Amérique centrale et des Caraïbes (NACAC). Il y remporte la médaille d'or avec un saut à 7,89 m.
En février 2023, il devient champion des États-Unis en salle à Albuquerque en réalisant 8,20 m. En avril 2023, à Walnut, il porte son record personnel à 8,23 m. Il se classe 8e des championnats du monde à Budapest, avec la marque de 7,94 m.
Il atteint une nouvelle finale mondiale en mars 2024 en terminant 7e des championnats du monde en salle à Glasgow (7,83 m).

## Palmarès
| Date | Compétition                    | Lieu     | Résultat | Marque |
| ---- | ------------------------------ | -------- | -------- | ------ |
| 2022 | Championnats NACAC             | Freeport | 1er      | 7,89 m |
| 2023 | Championnats du monde          | Budapest | 8e       | 7,94 m |
| 2024 | Championnats du monde en salle | Glasgow  | 7e       | 7,83 m |

### National
- Championnats des États-Unis d'athlétisme en salle :
  - vainqueur du saut en longueur en 2023
- Championnat NCAA en salle
  - vainqueur du saut en longueur en 2018

## Records
| Épreuve          | Marque | Lieu   | Date          |
| ---------------- | ------ | ------ | ------------- |
| Saut en longueur | 8,23 m | Walnut | 15 avril 2023 |